# Elecciones a los concejos de Álava
Las elecciones a los concejos de Álava son las elecciones en las que los habitantes de cada concejo de Álava eligen a los miembros de la Junta Administrativa del concejo. Se celebran cada cuatro años. En Álava (España) un concejo es una división administrativa de carácter local y de ámbito inferior al municipio.

## Convocatoria
Las elecciones a los concejos de Álava son convocadas cada cuatro años por la Diputación Foral de Álava. Aunque la Norma Foral de 30 de julio de 1984 no establece la fecha en que deben celebrarse las elecciones, vienen celebrándose a mitad del mandato de los Ayuntamientos.

## Sistema electoral
Las personas que componen la Junta Administrativa de cada concejo de Álava son elegidas mediante sufragio universal, libre y secreto, cada cuatro años.
Se elige a un Regidor-Presidente y a dos vocales como mínimo. El número de vocales se aumenta en uno por cada 200 habitantes si el concejo supera los 400 habitantes, sin superar el número de concejales del ayuntamiento al que pertenece el concejo. El cargo se efectúa de forma gratuita y tiene una duración de cuatro años, hasta la siguiente convocatoria de elecciones.
En la papeleta figuran los nombres de las personas candidatas. Los electores pueden marcar desde un nombre, hasta tantos como puestos a cubrir menos uno. Si en el plazo establecido para presentar candidaturas no se presenta ninguna, todos los vecinos con capacidad de elegir son elegibles. En ese caso, la papeleta está en blanco y se puede escribir desde un nombre hasta tantos como puestos a cubrir menos uno.
La Junta Administrativa se compone de las personas candidatas con más votos, siendo elegida para la presidencia, si lo acepta, la persona candidata más votada.